# Chytridiomykose
Die Chytridiomykose ist eine Pilzerkrankung (Mykose) bei Amphibien. Erreger sind der Chytridpilz (Batrachochytrium dendrobatidis) und Batrachochytrium salamandrivorans. Ende 1998 wurde sie erstmals im Zusammenhang mit dem weltweiten Amphibiensterben (Global Amphibian Decline) diskutiert, als monokausale Ursache ist dies allerdings umstritten.

## Krankheitsentstehung

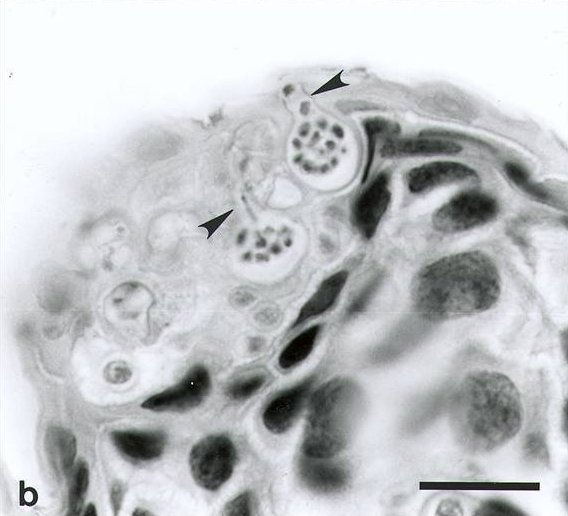
Chytridiomykose der Haut

Die Pathogenese ist noch nicht vollständig geklärt. Wahrscheinlich ist es eine starke Beeinträchtigung der biologischen Funktionen der äußeren Haut, des Gas-, Flüssigkeits- und Mineralstoffwechsels sowie der Produktion und Freisetzung von Hautsekreten, so dass die Schutzfunktion nicht mehr gegeben ist.
Die Entwicklung der Sporangien ist Zeichen der Zellreifung des Erregers. Durch eine hyperplastische Reaktion infolge erhöhtem Umsatz epidermaler Zellen und vorzeitiger Verhornung und Zelltod infizierter Zellen kann eine Hyperkeratose entstehen.
Als begünstigend für eine Chytridiomyceten-Infektion wird eine Beeinträchtigung des Abwehrsystems durch verschiedene, meist umweltbedingte Stressfaktoren oder Primärerkrankungen angesehen.
Das könnten unter anderem sein:
- Nicht optimale Klima- und Umweltbedingungen (Luftfeuchtigkeit, Frischluft, Temperatur, Lichtqualität und Lichtquantität)
- Stress durch schnelle klimatische Veränderungen
- Unausgewogene und einseitige Ernährung
- Stress durch eine falsch zusammengesetzte Lebensgemeinschaft im Terrarium
- Plötzlicher Umstieg von Trockenzeit auf Regenzeit
- Plötzliche Veränderungen im Lebensraum des Frosches, z. B. ein Umbau der Einrichtung oder ein Umsetzen des Tieres.
- Stresssituationen für das Tier z. B. nicht sachgerechter Transport, Unterernährung etc.
- Primärerkrankungen (z. B. Würmer, Pseudomonaden etc.)

## Vorkommen
Die Erkrankung stammt vermutlich aus Afrika und konnte retrospektiv erstmals bei einem Krallenfrosch-Exemplar aus dem Jahre 1938 nachgewiesen werden. Die Chytridiomykose war dann eine stabile Endemie in Südafrika und wurde vermutlich durch den Handel mit Krallenfröschen weltweit verbreitet. Rund 500 Amphibienarten in über 60 Ländern sind von der Krankheit betroffen.
Nachdem der Erreger bei frei lebenden und in menschlicher Obhut gehaltenen Amphibien in Australien, Nord-, Mittel- und Südamerika bekannt geworden ist, werden erstmals Infektionen beschrieben, die bei Terrarientieren in Deutschland und den Niederlanden nachgewiesen wurden. Importierte Pfeilgiftfrösche (D. auratus, D. pumilio) aus Costa Rica und Phyllobates vittatus aus Französisch-Guayana starben aufgrund einer Chytridiomykose innerhalb einer Woche nach Ankunft in Europa. Batrachochytrium wurde ebenfalls bei Fröschen isoliert, die nachweislich aus Terrariennachzuchten (Deutschland, Belgien) stammten. Durch den Befall und die Erkrankung von Tieren, welche nachweislich aus Terrariennachzuchten stammten, steht weiterhin zu vermuten, dass der Erreger bei Amphibien, die in menschlicher Obhut gehalten werden, latent ubiquitär vorhanden ist. Geringe Erregermengen konnten auch bei gesunden Fröschen und Kaulquappen nachgewiesen werden, ohne dass es zum Ausbruch einer Erkrankung kam.
Auch bei fast allen Amphibienarten Europas wurde der Erreger inzwischen nachgewiesen. Untersuchungen zwischen 2003 und 2010 ergaben eine Prävalenz von 7,5 Prozent bei rund 3000 getesteten Individuen in Deutschland. Anders als in Australien und Amerika scheint die Infektion bei europäischen Amphibien aber nur relativ selten zum Ausbruch zu kommen und meist keinen dramatischen Verlauf zu nehmen.
Die Pilzart Batrachochytrium salamandrivorans befällt in Nordwesteuropa – vorwiegend in den Niederlanden –  Feuersalamander, die trotz ihrer Hautgifte betroffen sind. In den Niederlanden kam es seit 2010 zu einem Bestandseinbruch von bis zu 96 %. Die Pilzinfektion führt vielfach schon nach sieben Tagen zum Tod der Lurche.

## Symptome
Die Chytridiomykose äußert sich in Appetitlosigkeit bis Verweigerung der Nahrungsaufnahme, Apathie, eingeschränkter Bewegung, Ataxien, verlängertem Aufenthalt im Wasser und schließlich dem Tod des Tieres.
Hautveränderungen treten nur bei einem Teil der Fälle auf. Die Haut erscheint dann stumpf, gerötet, mit weißlichen Belägen und Verdunklung der Hautfarbe und der Zeichnungsmuster.

## Diagnostik
Der Erregernachweis ist nach dem Eintritt des Todes und anhand von Bioptaten sehr einfach, hierbei wird eine histologische Untersuchung nach Hämatoxylin-Eosin-Färbung durchgeführt.
Schwieriger ist die Diagnose nach Abklatsch- oder Abkratzproben mittels PCR.  Damit ist besonders der Nachweis bei massivem Befall möglich. Der Befund sollte hierbei aber nur als positiv gelten, wenn gleichzeitig Sporangien nachgewiesen werden.
Inzwischen wurde eine akkurate Methode entwickelt, um den Pilz sowohl qualitativ als auch quantitativ mittels Real time PCR nachzuweisen.

## Therapie
Erkrankte oder infektionsgefährdete Tiere mit Antimykotikum z. B. Itraconazol als 10-minütiges Bad täglich über 7–10 Tage behandeln. Terrarien müssen gründlich gereinigt und desinfiziert werden (z. B. mit Benzalkoniumchlorid oder anderen fungiziden Desinfektionsmitteln, durch Hitze, Trockenheit oder 70 % Ethanol).
Ebenso hat sich Chloramphenicol, ein Breitbandantibiotikum, als effektives Mittel zur Therapie selbst stark befallener Tiere herausgestellt, wie neuseeländische Wissenschaftler bei Untersuchungen an Litoria ewingii und Litoria raniformis nachweisen konnten.
Batrachochytrium dendrobatitis überdauert keine Austrocknung. Um eine Ausbreitung dieses Pilzes zu vermeiden, muss mit Wasser in Kontakt kommendes Material, wie Wassersport- oder Angelgerät, komplett getrocknet werden. Ebenso stellt der Handel mit Tieren und Pflanzen aus betroffenen Gewässern sowie deren Verbringung und der folgende Kontakt mit lokaler Fauna ein großes Risiko für B. dendrobatitis-freie Regionen und deren Amphibien dar.